# Trösklada

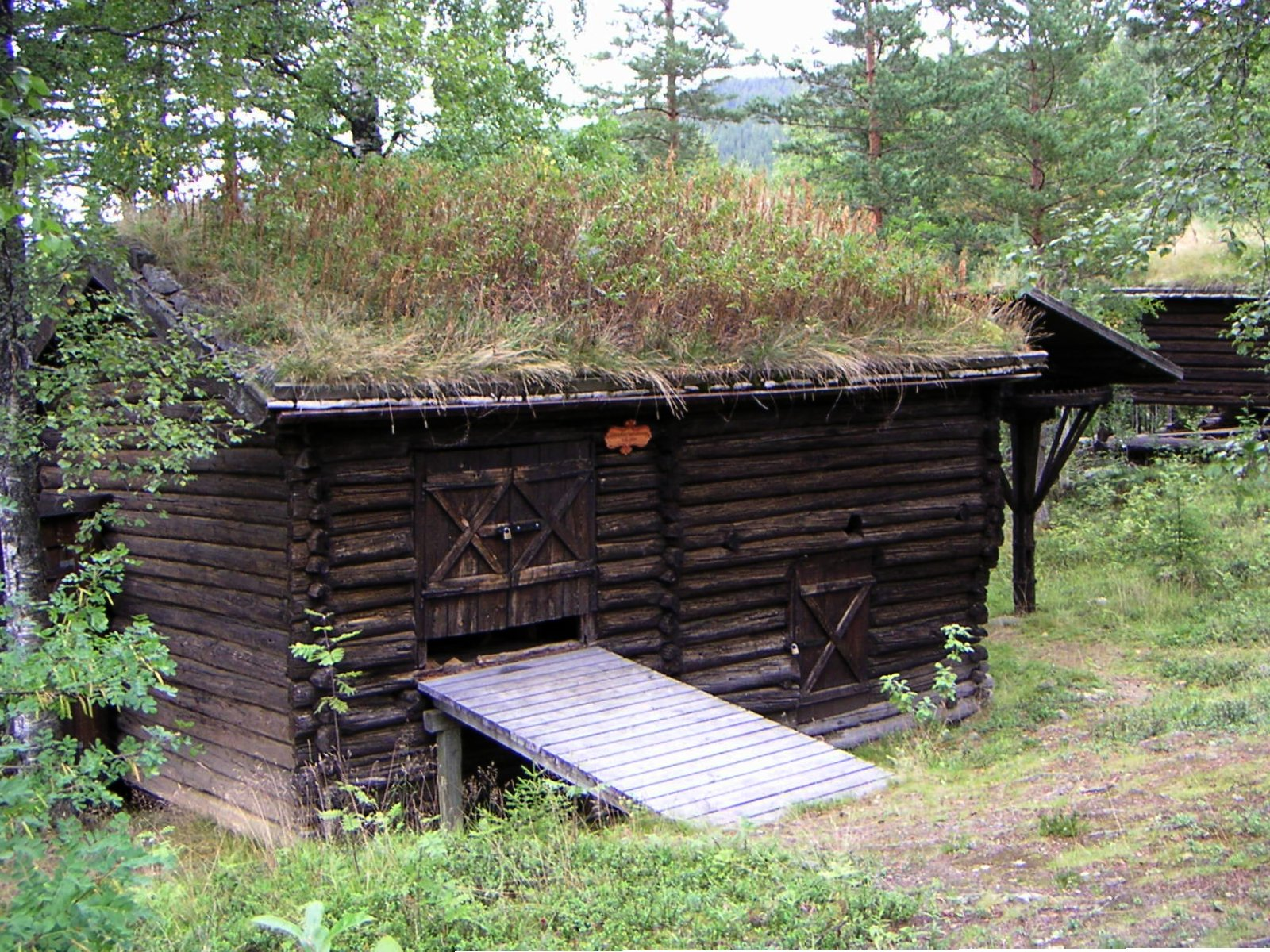
Trösklada i Norge med torvtak och en (till höger) tröskvandring.

Trösklada, även tröskloge, är en ekonomibyggnad som i första hand användes för att tröska säd. Byggnadstypen återfinns på gårdar som är byggda efter månghussystemets princip.

## Trösklador i Sverige
De äldsta bevarade tröskladorna som är bevarade i Sverige är från början av 1300-talet, bland annat på Zorns gammelgård i Mora. Tröskladan timras med långdrag utan mossa och med tätt golv av plankor eller klovor. Under 1700-talets senare del och under 1800-talet började man i delar av Norrland timra polygonala (vanligen 8-kantiga) så kallade rundlogar.